# 클로드 자드
클로드 자드(Claude Jade, 1948년 10월 8일 ~ 2006년 12월 1일)은 프랑스의 배우이다. 프랑스, 미국, 이탈리아, 벨기에, 일본, 독일, 러시아등 다양한 나라의 영화에 출연했다. 프랑수아 트뤼포 감독의 주요 작품에 출연했으며 세계적으로 이름이 알려진 배우였다. 안암(眼癌)으로 투병중에도 TV 및 연극 등 여러 장르의 다양한 작품에 출연했으며, 요양 중 숨을 거두었다.
부모님이 모두 교수였던 자드는 디종의 연극예술학교에서 3년 동안 수학했으며, 여기서 최우수여우주연상(1966)을 수상했다. 이후 파리로 옮겨 배우 장 로랑 코쳇의 지도를 받으며 여러 편의 연극과 TV 작품에 출연했다. 이 시기 셰익스피어의 [헨리 4세 Henri IV]의 연극에 출연했을 때 트뤼포 감독의 눈에 띄어 캐스팅이 되었고, 1968년 영화 《도둑맞은 키스》에서 장피에르 레오와 함께 출연해 사랑에 빠진 젊은 여인 역을 맡으며 영화에 처음 출연했다. 트뤼포는 이 영화의 남성 캐릭터를 계속 이어가면서 결혼과 헤어짐을 담은 《부부 생활》과 《사랑의 도피》로 이어지는 "앙트완 연작"을 통해 자드는 이 영화들로 큰 인기를 모았다. 이어 1969년 트뤼포의 추천으로 알프레드 히치콕 감독의 영화 《토파즈》와, 같은 해 에두아르드 몰리나로 감독의 영화 《쾌걸 벵자벵》에서 샹송 가수 자크 브렐과 함께 출연하면서 프랑스 국내는 물론 국제적으로 유명한 배우로 성장했다.
1968년 트뤼포 감독과 약혼을 하기도 했지만, 1972년 외교관 베르나르 코스테와 결혼해 슬하에 아들 1명을 두었다. 코스테의 부임지에 따라서 자드는 다양한 국가에서 배우 활동을 했는데 미국, 벨기에, 이탈리아, 일본, 독일 및 소련의 영화에도 출연했다. 1970년대 후반 프랑스에서 가장 인기 있었던 모리스 르블랑 원작의 TV시리즈물 [서른 개의 관 L' Ile aux trente cercueils](The Island of 30 Coffins, 1979)을 비롯해 [Cap des Pins](Tide of Life, 1998-2000), 여형사 시리즈물 [명예의 여인 Une femme d'honneur](2000) 등에서 각각 주연, 조연을 맡는 등 영화, TV 드라마 및 연극무대 활동도 왕성하게 펼쳤다.
1998년 프랑스 레지옹 도뇌르 훈장을 받았으며, 2000년 미국 팜비치국제영화제는 그의 연기활동에 대해서 뉴웨이브상을 수여했다. 2004년 자서전 [Baisers envoles](Flying Kisses)을 출간했다.

## 출연작
- 1968년: 《도둑맞은 키스》 (프랑수아 트뤼포)
- 1968년: 《몬테크리스토의 함정》
- 1969년: 《토파즈》 (앨프리드 히치콕)
- 1969년: 《쾌걸 벵자벵》
- 1970년: 《부부 생활》 (프랑수아 트뤼포)
- 1973년: 《즐거운 나의 집》
- 1973년: 《사립 탐정 산드로》
- 1979년: 《사랑의 도피》(프랑수아 트뤼포)
- 1979년: 《서른 개의 관》
- 1981년: 《테헤란 43》
- 1982년: 《대령의 명예》
- 1993년: 《좋은 저녁》
- 1993년: 《메두스의 뗏목》